# Ruben Östlund
Ruben Östlund (Styrsö, 13 de abril de 1974) é um cineasta, produtor, roteirista e diretor de fotografia sueco. Seus filmes Turist (2014) e Rutan (2017) foram agraciados no Festival de Cannes e condecorados com a Palme d'Or.

## Filmografia
- Addicted (1993)
- Free Radicals (1997)
- Free Radicals 2 (1998)
- Låt dom andra sköta kärleken (2000)
- Familj igen (2002)
- Gitarrmongot (2004)
- Scen nr: 6882 ur mitt liv (curta)  (2005)
- Nattbad (curta) (2006)
- De ofrivilliga / Involuntário (2008)
- Händelse vid bank (curta) (2010)
- Play (2011)
- Turist / Força Maior(2014)
- Rutan / The Square: A arte da discórdia (2017)
- Triangle of Sadness/ Triângulo da tristeza (2022)